# Obion County
Obion County är ett administrativt område i delstaten Tennessee, USA, med 31 807 invånare. Den administrativa huvudorten (county seat) är Union City. 

## Geografi
Enligt United States Census Bureau har countyt en total area på 1 438 km². 1 411 km² av den arean är land och 27 km² är vatten. 

### Angränsande countyn
- Fulton County, Kentucky - norr
- Weakley County - öst
- Gibson County - sydost
- Dyer County - sydväst
- Lake County - väst

### Städer och samhällen
- Hornbeak
- Kenton (delvis i Gibson County)
- Obion
- Rives
- Samburg
- South Fulton
- Trimble (delvis i Dyer County)
- Troy
- Union City (huvudort)
- Woodland Mills